# Phobos (comics)
Pour les articles homonymes, voir Phobos.
Phobos est un personnage de fiction, une divinité appartenant à l'univers de Marvel Comics, basé sur son homologue dans la mythologie grecque. Il est apparu pour la première fois dans le comic book Doctor Strange Sorcerer Supreme #32 en 1991, mais fut par la suite ré-introduit sans réelle explication dans Ares: God of War #1 en 2006.
Ce deuxième personnage fut aussi repris dans la série Secret Warriors de 2009, mais sans aucun retcon logique.

## Biographie du personnage

### Le Phobos des origines
Phobos et son frère Deimos sont les fils qu'Arès eut avec Nox. Fidèles soldats de leur père, ils furent tués par Thor et Hercule dans un lointain passé, où s'opposaient les dieux de la Guerre.
Vers la fin du XXe siècle, les Seigneurs de la Peur s'allièrent avec Nox, ce qui lui permit de ramener ses deux fils à la vie, en les recréant à partir de la Darkforce. Ils furent finalement vaincus et anéantis par le Docteur Strange.

### Le Phobos actuel
Le Phobos actuel est un jeune garçon prénommé Alex Aaron. Il diffère distinctement du premier Phobos. On ignore qui est sa mère et il pourrait grandement s'agir d'une humaine, ce qui ferait donc de ce Phobos un demi-dieu.
Dans l'arc narratif Ares: God of War, Alex était élevé par son père, vivants en exil sur Terre. il fut capturé et éduqué par le dieu japonais Amatsu-Mikaboshi, fomentateur d'un complot visant à éliminer les Panthéons. Finalement, l'influence de son père et de son grand-père Zeus, qui se sacrifia, le réveilla et les Olympiens gagnèrent la guerre contre le dieu maléfique.
Le père et le fils vécurent quelque temps en Afrique, puis furent séparés, sans explication.
On revit Alex, légèrement plus jeune, quand il fut approché par l'agent Daisy Johnson et recruté par Nick Fury au sein de ses Secret Warriors.
Il fut tué au terme d'un duel au sabre contre Gorgone, lors d'une bataille finale entre les Warriors et l'HYDRA.
D'essence semi-divine, il rejoignit son père dans le paradis Grec.

## Pouvoirs
- Le premier Phobos était un Olympien et possédait donc tous les pouvoirs inhérents à cette race : endurance accrue et superforce lui permettant de soulever 25 tonnes, immortalité, immunité aux maladies. Il possédait un pouvoir naturel propageant la peur chez ses ennemis. Après sa mort, il revint sous la forme d'un humanoide constitué de Darkforce, se nourrissant de peur pour survivre.
- Le Phobos actuel serait apparemment un hybride Olympien. Il possède donc une force accrue, mais son âge actuel ne lui a pas réellement permis d'exploiter son potentiel physique.
- En plus d'un faible don pour la précognition, Alex possède un pouvoir instiguant la peur, qui fait briller ses yeux quand il l'utilise. Ses adversaires s'enfuient ou se battent entre eux. Ceux qui sont immunisés contre la peur (comme Gorgone) ne sont pas affectés par ce pouvoir.